# Juha Alén
Juha Alén (* 25. Oktober 1981 in Tampere) ist ein ehemaliger finnischer Eishockeyspieler, der im Laufe seiner Karriere unter anderem bei Ilves Tampere in der SM-liiga und bei den Dragons de Rouen in der französischen Ligue Magnus aktiv war. Mit den Dragons wurde er zweimal Französischer Meister und gewann 2012 den IIHF Continental Cup.

## Karriere
Juha Alén begann seine Karriere als Eishockeyspieler in seiner Heimatstadt in der Nachwuchsabteilung von Koo-Vee, in der er bis 2000 aktiv war. Anschließend verbrachte er ein Jahr lang bei den U20-Junioren des Stadtnachbarn Ilves Tampere. Zur Saison 2001/02 ging der Verteidiger nach Nordamerika, wo er zunächst ein Jahr lang für die Soo Indians aus der North American Hockey League spielte. Anschließend nahm er ein Studium an der Northern Michigan University auf, für deren Eishockeymannschaft er parallel in der National Collegiate Athletic Association spielte. Im NHL Entry Draft 2003 wurde er in der dritten Runde als insgesamt 90. Spieler von den Mighty Ducks of Anaheim ausgewählt, woraufhin er sein Studium abbrach und sich der Organisation der Mighty Ducks anschloss. Für deren Farmteam Cincinnati Mighty Ducks lief er in der Saison 2003/04 in der American Hockey League auf. 
Im Sommer 2004 kehrte Alén zu seinem Ex-Verein Ilves Tampere zurück, für dessen Profimannschaft er zweieinhalb Jahre lang in der SM-liiga, der höchsten finnischen Spielklasse, spielte, ehe er die Saison 2006/07 bei den Espoo Blues beendete. In der Saison 2007/08 erzielte er für deren Ligarivalen Lukko Rauma in 52 Spielen zwei Tore und eine Vorlage. Zur folgenden Spielzeit schloss er sich dem Mora IK aus der HockeyAllsvenskan, der zweiten schwedischen Spielklasse, an. Für die Mannschaft bereitete er in 45 Spielen acht Tore vor. In der Saison 2009/10 trat der Finne für Alba Volán Székesfehérvár aus der Österreichischen Eishockey-Liga an. Am Saisonende gewann er mit dem Team zudem den ungarischen Meistertitel. Zur Saison 2010/11 wurde er von den Dragons de Rouen aus der französischen Ligue Magnus unter Vertrag genommen. Mit der Mannschaft gewann er auf Anhieb das Double aus Meistertitel und Coupe de France. In der Saison 2011/12 gewann er mit der Mannschaft auf europäischer Ebene den IIHF Continental Cup.

## Erfolge und Auszeichnungen
- 2010 Ungarischer Meister mit Alba Volán Székesfehérvár
- 2011 Französischer Meister mit den Dragons de Rouen
- 2011 Coupe-de-France-Gewinn mit den Dragons de Rouen
- 2012 IIHF-Continental-Cup-Gewinn mit den Dragons de Rouen

## SM-liiga-Statistik
(Stand: Ende der Saison 2010/11)